# Susanne Helgeson
Susanne Birgitta Göransdotter Helgeson (folkbokförd Helgesson), född 20 juni 1964 i Uppsala, är en svensk författare, journalist och kritiker med design, konsthantverk, arkitektur, konst och hållbar konsumtion som huvudämnen. Redaktör för tidskriften Form Designtidskriften 1998–2007 och för Swedish Design Research Journal mellan 2009 och 2015. Ordförande i styrelsen för Konsthantverkscentrum sedan 2018, styrelseledamot i Konsthantverkarna och tidigare detsamma i Blås&Knåda. Arbetar sedan 2014 också på Konstfack.